# Evangelische Akademie der Pfalz

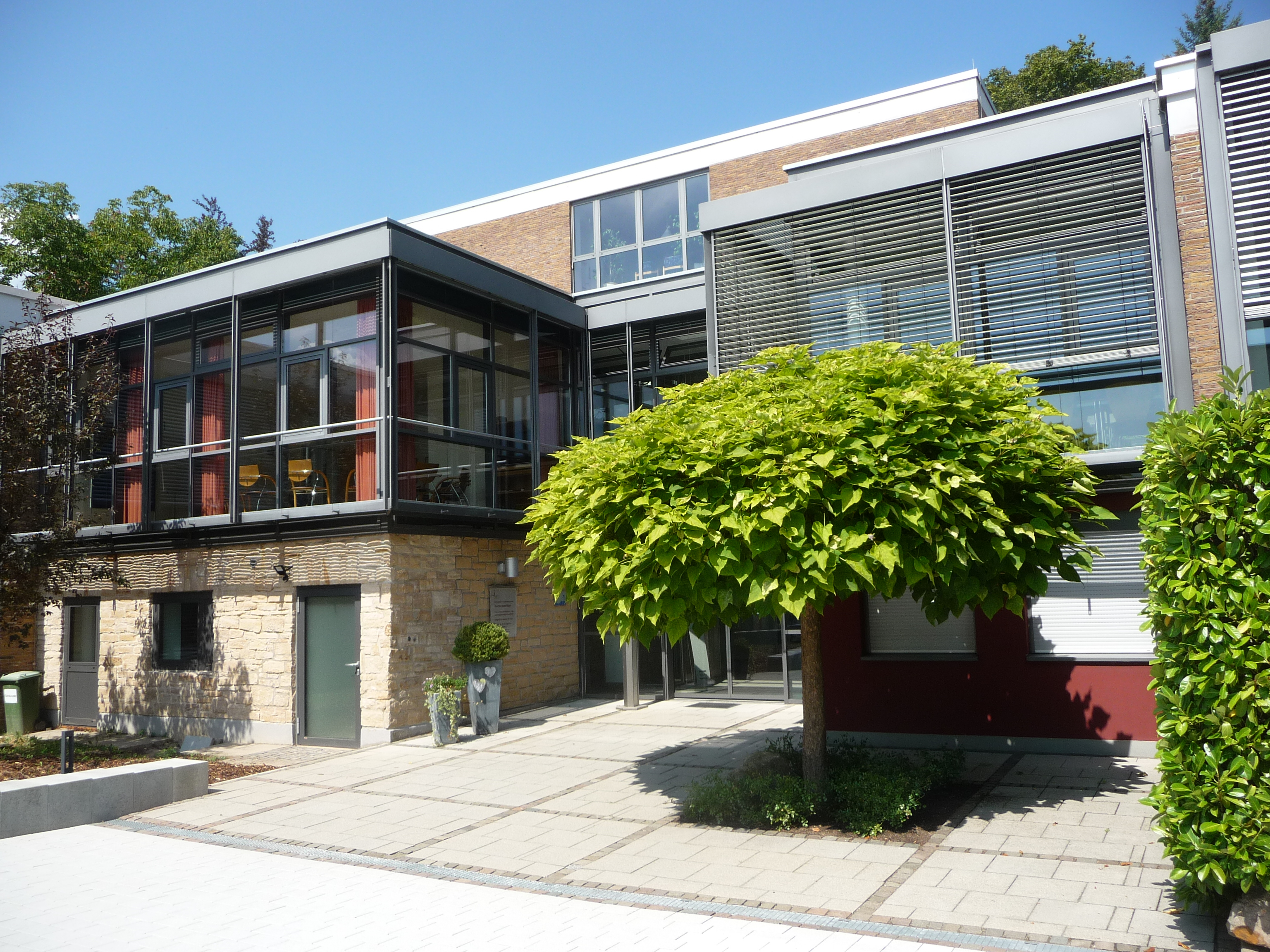
Butenschoen-Campus in Landau, ehemaliger Sitz

Die Evangelische Akademie der Pfalz ist eine Bildungseinrichtung der Evangelischen Kirche der Pfalz. Sie ist eine von 17 evangelischen Akademien in Deutschland und Mitglied im Dachverband Evangelische Akademien in Deutschland e. V.

## Geschichte
Die Evangelische Akademie der Pfalz wurde 1951 gegründet und hatte ihren Sitz zunächst in Bad Dürkheim, später in Speyer und im Anschluss auf dem Butenschoen-Campus in Landau in der Pfalz sowie danach in Kaiserslautern. Mittlerweile wurde der Sitz nach Speyer rückverlegt. Ihre bisherigen Direktoren waren:
- 1951–1960: Karl Heinrich Köhler
- 1961–1968: Carl Schneider
- 1968–1986: Alfred Hans Kuby
- 1987–1994: Richard Ziegert
- 1994–2008: Volker Hörner
- seit 2008: Christoph Picker

## Aufgaben und Ziele
Die Akademie bringt Menschen mit verschiedenen Hintergründen aus Wissenschaft, Wirtschaft, Politik, Kultur und Kirche zusammen und regt fachübergreifende Diskussionen an. Sie bietet Zeit für Orientierung und analysiert gesellschaftliche, kulturelle und wissenschaftlich-technische Entwicklungen. Sie will Mut zur Urteilsbildung vermitteln. Nach Akademiedirektor Christoph Picker übernimmt die Evangelische Akademie der Pfalz Verantwortung für die Gesellschaft, indem sie gesellschaftspolitische Debatten aufgreift und diese aus politischer, wissenschaftlicher, ökonomischer und theologischer Sicht diskutiert.

## Organisation und Mitarbeiter
An der Evangelischen Akademie der Pfalz arbeiten ein interdisziplinäres Studienleiterteam und mehrere Verwaltungskräfte. Inhaltlich beschäftigt sich das Team mit den Themenfeldern Wirtschaft und Gesellschaft, Zeitgeschichte und Theologie sowie mit interkulturellem Dialog, Islamfragen, Migration und Zeitgeschichte. Das Programm Die Junge Akademie. Ethik auf den Punkt gebracht. richtet sich an junge Menschen zwischen 16 und 25 Jahren und widmet sich beispielsweise Fragen nachhaltiger Unternehmensführung, der Finanzethik, der Industrialisierung von Kriegsführung oder der Ökonomie der Flucht.